# HMS Largs
El HMS Largs va ser un antic vaixell de la Compagnie Generale Transatlantique (línia francesa) fruit (plàtan) capturat pel vaixell de la Royal Navy HMS Faulknor cinc mesos després de la batalla de França mentre estava atracat a Gibraltar el novembre de 1940 i encarregat com a "vaixell d'embarcament oceànic". Posteriorment es va convertir en un vaixell del Quarter General d'Operacions Combinades per a gairebé totes les operacions amfíbies significatives de la Segona Guerra Mundial, incloses les Operacions Torxa, Husky i Overlord i estaria tripulada per tripulació naval, de l'exèrcit i de la força aèria.

## Transferència a la Royal Navy
Va ser construïda per França i nomenat MV Charles Plumier el 1938. Després de la creació de la França de Vichy i la França Lliure, va ser transferida el 1941 a la Royal Navy, però en comptes de ser lliurada a l'Armada Francesa Lliure va passar a anomenar-se HMS Largs. Va participar en moltes operacions com l'operació Torxa, la invasió del nord d' Àfrica, i l'pperació Overlord, durant la invasió de Normandia, on va ser el vaixell quarter general de Sword Beach.

## Recerca de camuflatge

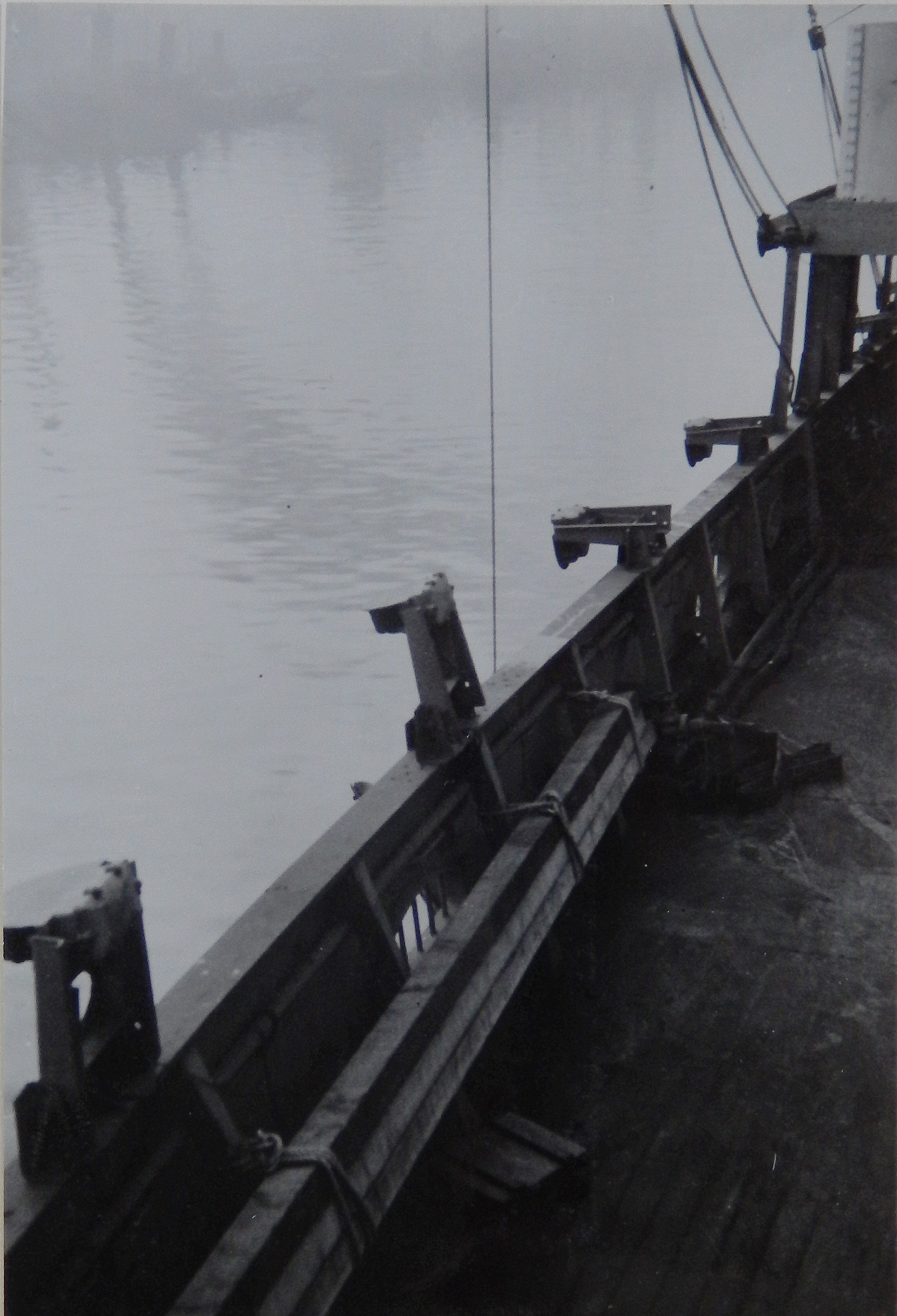
Baluard del HMS Largs amb accessoris de camuflatge d'il·luminació difusa, 2 retrets (amunt), 2 desplegats

L'HMS Largs es va utilitzar el 1942 per a proves secretes d'una invenció canadenca, el camuflatge d'il·luminació difusa. Això va utilitzar làmpades regulables per a la contrail·luminació, camuflatge fent que la brillantor de la superestructura del vaixell sigui la mateixa que el cel nocturn. El sistema de 60 làmpades va reduir la distància a la qual es podia veure un vaixell des d'un submarí a la superfície en un 25% amb binocles, o en un 33% amb l'ull nu. Funcionava millor a les nits clares sense lluna, en el millor dels casos evitant que es veiés el Largs fins que es tancava a 2.250 iardes (2.060 m) quan estava contrail·luminat, en comparació amb 5.250 iardes (4.800 m) sense il·luminar, una reducció del 57% de l'abast. Tanmateix, amb el desenvolupament del radar marí, el sistema no es va posar en servei.

## Pacífic i després de la Segona Guerra Mundial
El 1945 va ser transferit a la Guerra del Pacífic i utilitzada en accions davant de Tailàndia i Malàisia. Després del final de la guerra va ser retornat a França i hi va servir durant dinou anys. Va ser venut a una empresa privada de Grècia el 1964 com a vaixell de creuer i va rebre el nom de MV Pleias. Va ser desballestat el 1968.